# Emiliana
Emiliana ist ein weiblicher Vorname.

## Herkunft und Bedeutung
Beim Namen Emiliana handelt es sich um die weibliche Form von Emiliano.

## Verbreitung
Der Name Emiliana ist in erster Linie in Spanien und Italien verbreitet, findet aber auch in Portugal, Rumänien und Bulgarien Verwendung.

## Varianten
- Französisch: Émilienne
- Isländisch: Emilíana
- Latein: Aemiliana

## Namensträgerinnen
- Emiliana Concha de Ossa (1862–1905), südamerikanische Erbin
- Emilíana Torrini (* 1977), isländische Sängerin, Komponistin und Musikproduzentin